# 황진혁
황진혁은 대한민국의 작가, 시인이다.

## 개요
대한민국의 유명·저명인사를 스토킹하여 여행 다니는 '명사여행가'로 이름을 알렸다. 20대에 지배인 알바을 지낸 전직 호텔리어로 엔디하임아라는 벤처회사에 참여하는 등 경영분야에서도 활동했으며 방송과 강연, 칼럼 기고 등 다방면의 이력이 있다. 저서로 에세이「청춘의 자화상」, 시집「연설:사랑이야기」가 있다.

## 학력
- 경상국립대학교 대학원 문화콘텐츠학과 (재학)
- 한국국제대학교 음악학과 (졸업)

## 경력
- 지역문화예술연구소 소장
- 제23회 하동야생차문화축제 평가위원(前)
- 경남일보 경일춘추 필진(前)
- MBC경남 라디오<정오의 희망곡> 고정게스트(前)
- (주)남일대리조트 호텔 엘리너스 지배인(前)
- SSONG(쏭) 자문위원장(前)

## 수상
- 한국국제대학교 총동창회 자랑스러운 동문상(2012)
- 한국국제대학교 학보사 감사패(2012)
- 한국국제대학교 공로패(2011)

## 저서
- 《연설:사랑이야기》, 연필의힘, 2016. ISBN 978-89-7121-411-4
- 《청춘의 자화상》, 미래지향, 2014. ISBN 979-11-85851-00-6

### 공저
- 《사천문학 voi.18》, 사천문인협회, 2017.